# Jean-Michel Picart

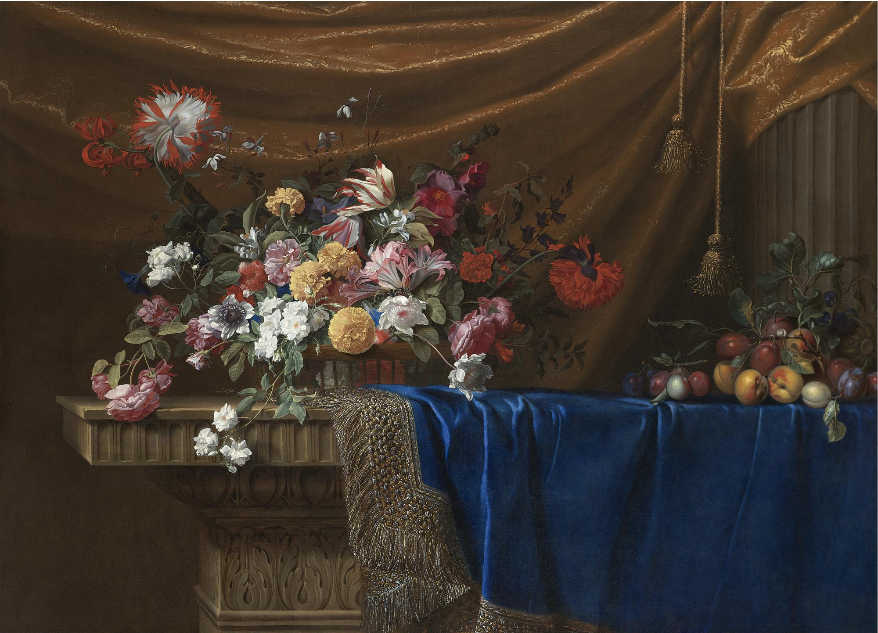
Bodegón de una cesta de flores y un montón de fruta sobre una mesa de piedra esculpida, parcialmente cubierta

Jean-Michel Picart o Jean-Michel Picard  ( Amberes, c. 1600-París, 24 de noviembre de 1682) fue un pintor flamenco de bodegones y marchante de arte activo en Francia. Después de formarse en Amberes, se trasladó a París, donde tuvo una brillante carrera y se convirtió en pintor de la corte del rey Luis XIV. Es conocido por sus bodegones de flores y frutas.  Junto con Jean-Baptiste Monnoyer, fue uno de los pintores de bodegones más exitosos de Francia en su tiempo. Como marchante de arte, fue un enlace entre los marchantes de Amberes y el mercado de París.

## Vida
Poco se sabe sobre la vida del artista. Probablemente nació en Amberes alrededor del año 1600.  No se ha conservado el nombre original del artista. Adoptó una forma francesa de su nombre flamenco después de mudarse a Francia. No hay constancia de su registro en el Gremio de San Lucas de Amberes.

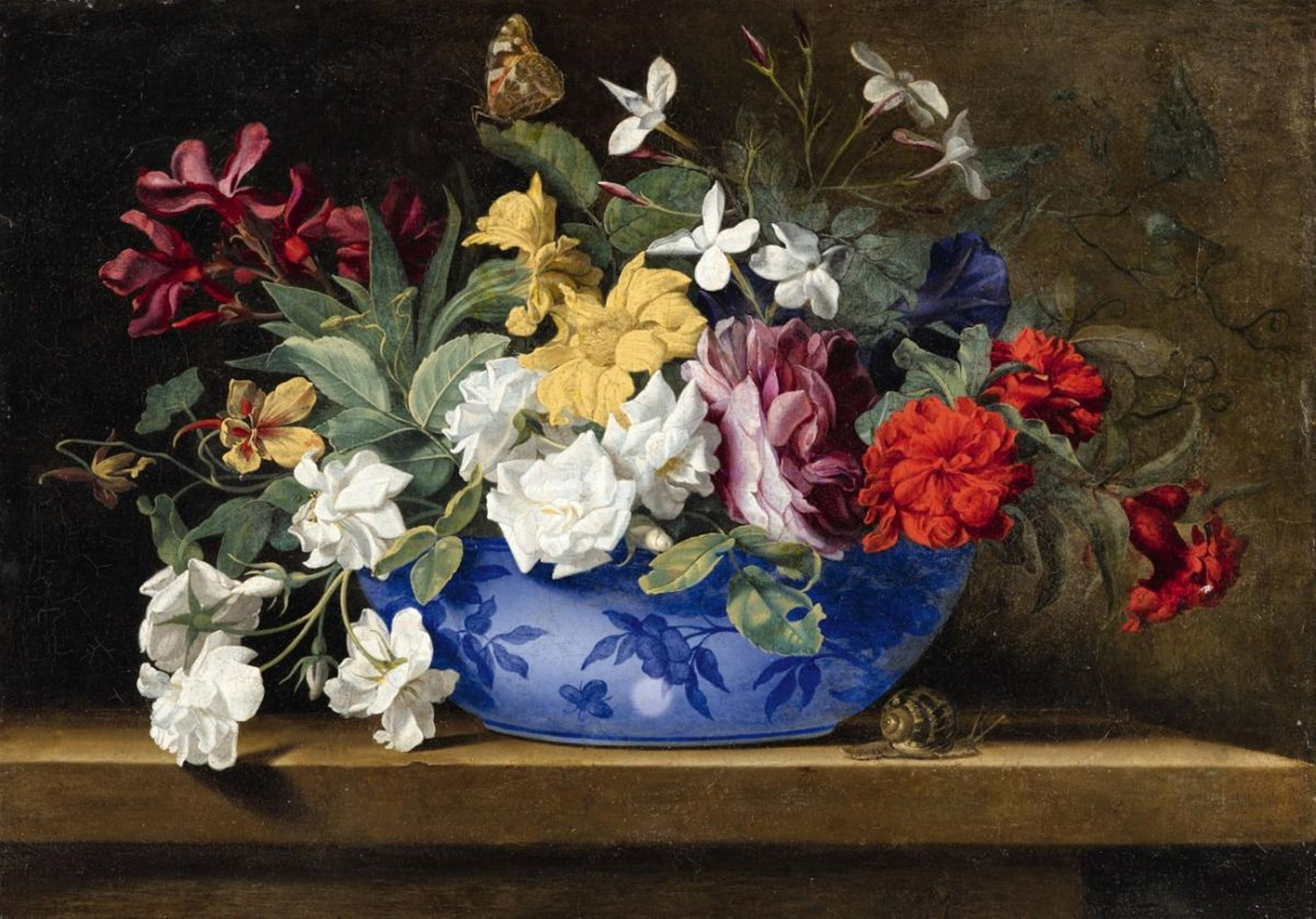
Bodegón floral con caracol y mariposa.

Jean-Michel Picart abandonó Amberes y se trasladó a París, donde está registrado a partir de la década de 1630. Fue un miembro activo de la comunidad de pintores de origen flamenco que se había instalado en Saint-Germain-des-Prés. Estuvo activo como pintor de flores y gozó del mecenazgo de Gaston Henri de Bourbon, obispo nominal de Metz y más tarde duque de Verneuil.  En 1638, Picart se había convertido en una de las figuras más destacadas de la comunidad de pintores de bodegones de Flandes y Holanda que se habían establecido en París.  En 1640, Picart fue admitido en la Académie de Saint-Luc (Academia de San Lucas), el gremio de pintores y escultores de París.

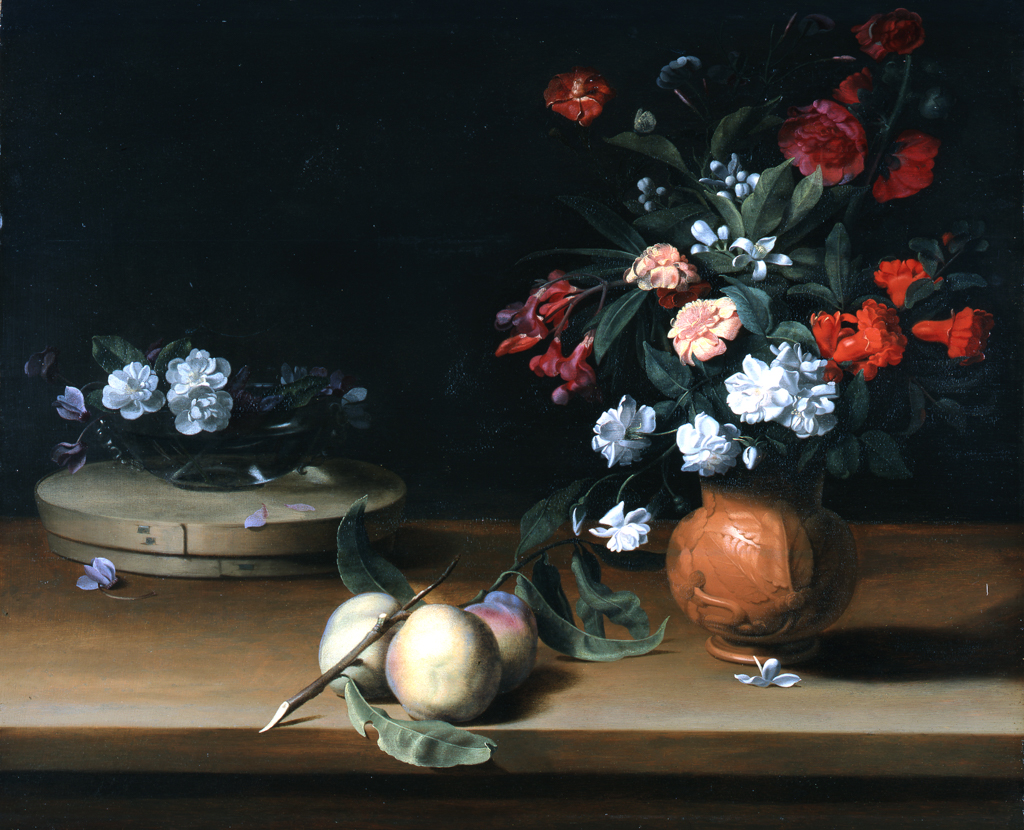
Bodegón de flores y frutas.

El cronista francés André Félibien describió a Picart en su tratado de 1666-8 Entretiens sur les vies et sur les ouvrages des plus excellents peintres anciens et modernes como uno de los artistas importantes de su tiempo que dirigía un taller de pintores copistas procedentes en su mayoría de Flandes o de la República Holandesa.  Picart era conocido por su actividad como comerciante de obras originales y copias. Trabajó con paisajes holandeses y flamencos, escenas de caza de Frans Snyders y pequeñas composiciones religiosas.  Como marchante de arte, también se le buscaba por sus conocimientos especializados. Por ejemplo, con motivo de la muerte de Enriqueta de Inglaterra, fue llamado como experto para evaluar su colección de arte.  Como marchante de arte, se mantuvo en contacto con marchantes de arte de Amberes como Matthijs Musson . La correspondencia entre los dos marchantes muestra que Picart informaba a Musson de las preferencias predominantes en el mercado de arte de París y éste organizaba la realización de los cuadros que se ajustaban a esas preferencias.

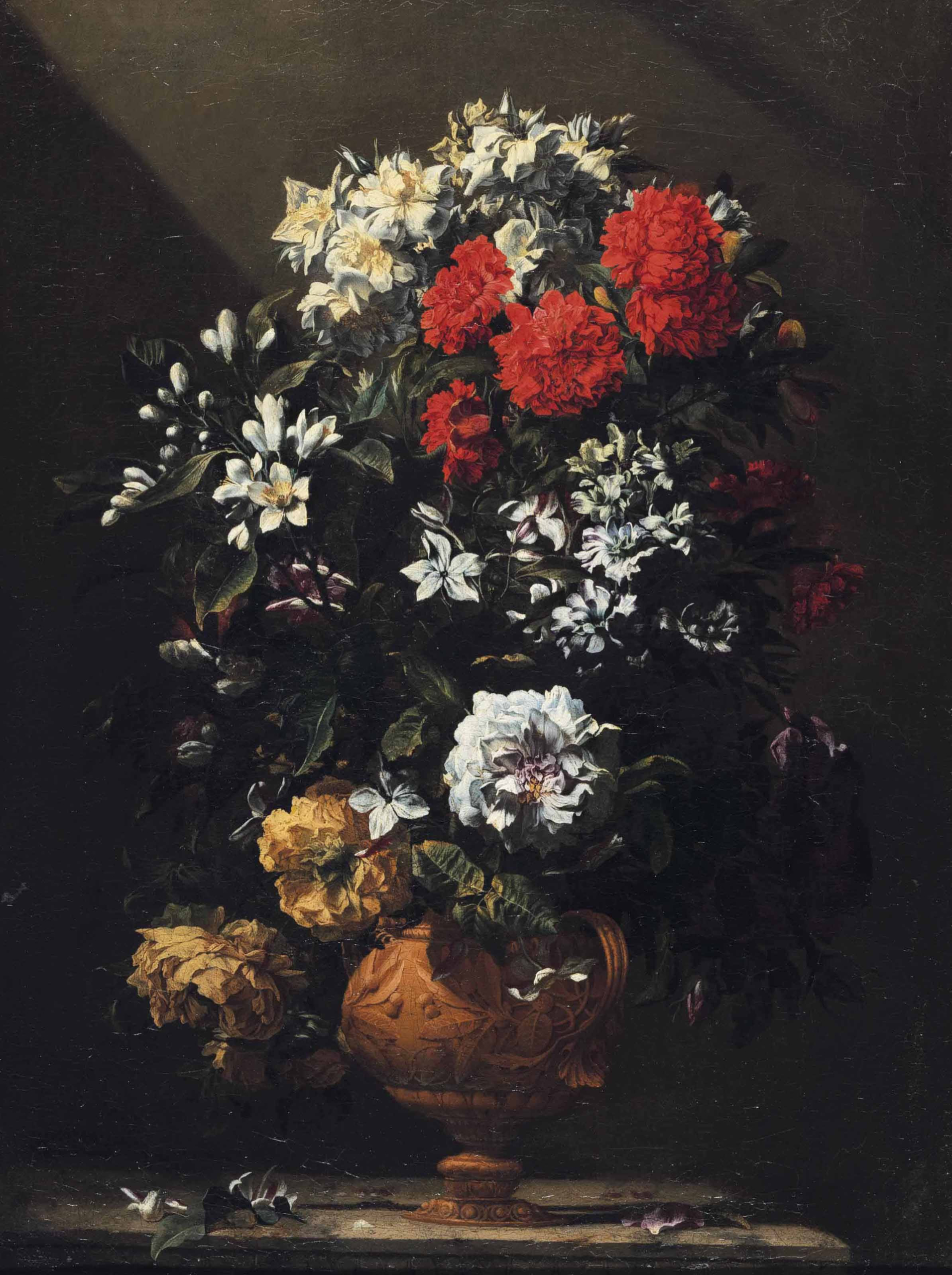
Claveles y otras flores en un jarrón de bronce.

Jean-Michel Picart se casó y enviudó tres veces. Su primera esposa fue Marie Marguillier con quien tuvo un hijo en 1636. Se casó por segunda vez el 15 de noviembre de 1640 con Jeanne Cholin, quien fue enterrada el 15 de junio de 1644. De esta unión nació una hija.  Su último matrimonio con Marie Richard contraído en 1645 duró 35 años y produjo cuatro hijas y dos hijos.  Los documentos relativos a su estado civil con motivo de sus matrimonios o los de sus familiares permiten conocer la vida del artista. A partir de su segundo matrimonio, entabló sólidas relaciones con los canteros, joyeros y grabadores de piedras finas locales. Fue suegro del retratista Jacques d'Agar, que había estudiado con el pintor flamenco Jacob Ferdinand Voet y que más tarde fue retratista de la corte de Dinamarca.  Otra hija se casó con el pintor de miniaturas Sylvain Bonnet en 1672. El pintor flamenco Philippe de Champaigne y el pintor de flores francés Nicolas Baudesson, así como magistrados y oficiales, aparecen en diversas escrituras notariales relativas a Picart. Esto confirma el ascenso social del artista. 
En 1651, Picart se convirtió en miembro de la Académie royale de peinture et de sculpture . Más tarde fue nombrado por el rey Luis XIV 'Peintre du Roy' (pintor del rey) en 1671, luego 'peintre ordinaire du roi' (pintor ordinario del rey) de 1679 a 1682.  Picart pintó naturalezas muertas para el rey, de las cuales al menos siete se exhibieron en el Palacio de Versalles y otras ocho en el castillo de Marly, el refugio más pequeño del rey.
El artista estuvo activo en París hasta su muerte el 24 de noviembre de 1682. 

## Obra

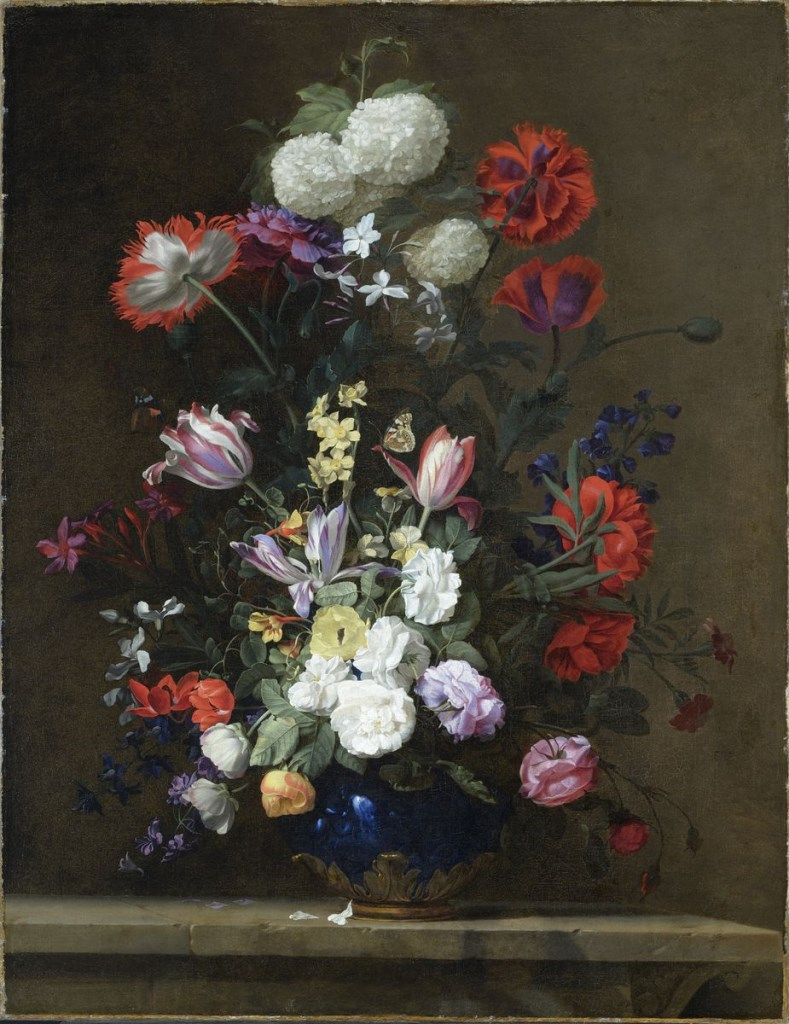
Ramo de flores en un jarrón decorado con bronce dorado

Solo algunas de las obras de Picart están fechadas. Un ramo de flores en un jarrón decorado con bronce dorado (1648, Museo de Bellas Artes de Lyon ) es una rara obra firmada y fechada.  Según Curt Benedict, fue el Bodegón de flores en un jarrón de vidrio del Musée d'art moderne et contemporain de Saint-Étienne Métropole, lo que permitió al historiador de arte francés Michel Faré atribuir algunas obras a Picart. 
El estilo de Picart se mantuvo generalmente cerca del estilo contemporáneo de pintura de flores practicado en Amberes, especialmente el de Jan van Kessel el Viejo.  Su obra temprana, como el Bodegón de frutas con uvas y melocotones (c. 1635, Galería Nacional de Arte de Karlsruhe ) sigue un tipo arcaico.  Más tarde pudo fusionar su realismo flamenco con su minuciosa atención al detalle con la demanda en la corte de Luis XIV de arreglos florales más extravagantes y exuberantes.
El artista era especialmente hábil en la creación de armónicos sutilmente diferentes, una característica que marcaría la pintura francesa de bodegones.  A Picart le gustaba utilizar una iluminación espectacular para dar vida a sus piezas florales.  Su habilidad para representar cada detalle meticulosamente se puede ver en la Naturaleza muerta con flores de primavera en una repisa (principios de la década de 1650, en el Dorotheum de Vienna el 25 de abril de 2017, lote 93) en el que representa cuidadosamente los defectos de la cáscara de la fruta, así como las hojas marchitas y el rico paño que cubre la mesa y las cortinas del fondo  Algunos historiadores del arte han interpretado algunas de las imágenes de estas piezas florales (como flores marchitas, mariposas) como símbolos de la fugacidad de la vida. 